# Бавноходки
Бавноходки (на латински: Tardigrada; от латинската дума tardigradus – „стъпващ бавно“, от tarde „бавно“ и gradior „стъпвам“) са билатерално симетрични, микроскопични безгръбначни организми. Описани са около 1000 вида бавноходки, които се срещат от Хималаите (на височина от около 6000 m) до морските дълбини (на около 4000 m под морското равнище) и от полярните ширини до екватора. Наричат се още тардигради или водни мечки и са едни от най-издръжливите животни на Земята. Поради тази причина те спадат към организмите, определяни като полиекстремофили.

## Морфология
Бавноходките са миниатюрни (размери от 0,1 до 1,5 mm) окосмени форми с 8 бр. къси крака, обсипани с четинки. Имат цилиндрично закръглено тяло, покрито с нехитинизирана кутикула, която се сменя периодично. Крачетата завършват с нокътчета и отварящи се в основата нокътни жлези.
Телесната кухина е хемоцел. Храносмилателната система е съставена от уста, устна кухина с двойка стилети, глътка, слюнчени жлези, черво и анус. Липсва дихателна и кръвоносна система. Отделителната система е изградена от малпигиеви тръбици. Нервната система е изградена от надглътъчен ганглий, мозък и нервна верига. Имат две малки очи. На предния край на тялото има двойка чувствителни смукалца. Бавноходките са разделнополови с нечифтни полови жлези. Развитието им е пряко.

## Произход и систематика
Бавноходките наподобяват по морфология на псевдоцеломните животни, но повечето им белези са общи с тези на членестоногите.

### Класове
- Heterotardigrada
- Mesotardigrada
- Eutardigrada

## Екология
Бавноходките биват сладководни, морски и сухоземни видове. Те са растителноядни, но има и хищни видове.

## Любопитни факти
Видовете от този тип са рекордьори в оцеляването при екстремни условия. Подобно на ротаториите те могат да изпаднат в анабиотично състояние и така да преживеят до две години. Индивиди от вида (Acutuncus antarcticus) са преживели и дали потомство дори и след 30-годишна хибернация . При попадане на благоприятни условия те отново възвръщат жизнените си функции. Това състояние на екстремно бездействие, в отговор на неблагоприятни условия на околната среда, се нарича криптобиоза при което спират всички метаболитни процеси, предотвратявайки възпроизводството, развитието и възстановяването. Те издържат за няколко минути на температура 151 °C, при -200 °C за няколко дни, като след това се връщат към нормален начин на живот. Издържат и за няколко минути при температура, близка до абсолютната нула, както и налягане до 6 000 атмосфери. При опити са издържали въздействието на йонизираща радиация от 5700 грей (5700 джаула/кг, 570 000 рад). Тардиградите могат да оцелеят и в космоса, лишени от въздух и подложени на космическа радиация.

## Хоризонтален пренос на гени
Геномът на бавноходките е относително голям за техните размери и положение в дървото на еволюцията – той се състои от около 215 милиона „букви“-нуклеотиди, което е примерно два пъти повече, отколкото при червеите-нематоди, които учените използват за експерименти с безгръбначни.
В хода на изследвания, проведени от учени от университета на Северна Каролина в Чапел Хил (САЩ), е установено, че над 6500 участъка от ДНК на бавноходката (около 17%) от всички 38 000 гени са „заимствани“ от други организми. Голяма част от тях е получена от бактерии-екстремофили, но същевременно в генома на бавноходките присъстват и гени на растения, гъби и археи.
Бавноходките са способни да понесат екстремно обезводняване, при което частта на водата в организма им пада до 1 – 2% от нормалната. Когато тялото им изсъхне, ДНК на Hypsibius dujardini, най-вероятно, се разпада на големи фрагменти. Когато периодът на екстремните условия привършва, тялото им отново се изпълва с вода, и специални белтъци „зашиват“ и възстановяват повредената ДНК. В този момент в клетките, благодарение на разширените пори, могат да попаднат фрагменти от чужда ДНК, които се „вшиват“ (вграждат) в генома и остават в него, ако появата им не доведе до фатални последствия за бавноходката, и ѝ помагат да оживее. Благодарение на този процес, ДНК на бавноходката е станала като мозайка от множество свои и чужди участъци за 550 милиона години на еволюция на тези същества.
Имайки предвид, че много от тези гени отговарят за реакцията на стрес, за „ремонта“ на ДНК и за противодействието срещу различни фактори на средата, напълно възможно е бавноходките да са придобили способността да преживяват в екстремни условия благодарение именно на заимстваните гени.